# Koinótés
Koinótés, również Ukryty Kościół – nazwa tajnej grupy zorganizowanej i utworzonej przez rzymskokatolickiego biskupa Felixa Marię Davídka (zm. 1988) i jego najbliższych współpracowników w latach 1967–1989. Grupa ta była jednym z wielu Kościołów tzw. podziemnych, ukrytych, tajnych, cichych, wyciszonych, nielegalnych, nieoficjalnych, tzn. nieoficjalnych struktur i inicjatyw wywodzących się z Kościoła katolickiego w socjalistycznej Czechosłowacji. Grupa składała się z 15 biskupów konsekrowanych potajemnie przez Davídka oraz około 160 księży wyświęconych przez Davídka i jego biskupów.

## Historia
W 1964 roku, po powrocie z 14-letniego więzienia, doktor filozofii i ksiądz z Brna, Felix Maria Davídek, postanowił zrealizować swoją wizję uniwersytetu katolickiego. W tym celu dołączył do grupy skupionej wokół ks. Stanislava Krátkiego, gdzie mógł prowadzić wykłady, a także poszukiwać możliwości udzielania święceń kapłańskich odpowiednio przygotowanym kandydatom. 
W 1967 roku słowacki tajny biskup Peter Dubovský wyświęcił na biskupa jednego z uczniów Davídka, inż. Jana Blahę, który natychmiast po powrocie wyświęcił na biskupa swojego nauczyciela. Od tego momentu bp Davídek zaczął tworzyć pełną strukturę Ukrytego Kościoła.
W dniach 25–26 grudnia 1970 roku na tajnym synodzie w Kobeřicach pod Brnem, tak zwanej Radzie Ludu Bożego, doszło do rozłamu między bpem Davídkiem a trzema konsekrowanymi przez niego biskupami, którzy nie zgodzili się m.in. z usankcjonowaniem udzielania święceń kapłańskich kobietom, i którzy próbowali udaremnić synod. Spór dotyczył także tego, czy ukryty kościół powinien przystąpić już do działania, czy też czekać jedynie w rezerwie, aż działający jawnie Kościół rzymskokatolicki zostanie całkowicie sparaliżowany. Z powodu naruszenia przysięgi, Davídek zawiesił tych trzech biskupów (Josef Dvorak, Jiri Pojer, Bedrich Provaznik), ale ci nie zaakceptowali jego decyzji i zerwali z nim jedność aż do listopada 1989 roku. Stanislav Krátký próbował pogodzić obie strony, a przeciwnicy Davídka starali się bronić u bpa Dubovskýego. 
Felix Maria Davídek konsekrował 15 biskupów oraz wyświęcił około 160 kapłanów (w tym odprawił obrzędy święceń nad trzema kobietami). 
Po zmianie ustroju w 1989 roku Kościół oficjalny podszedł z dystansem do działalności Davídka. Przychylny Ukrytemu Kościołowi był bp Antonín Liška, i początkowo także abp  Miloslav Vlk.  
Święcenia Davídka zostały ostatecznie uznane za wątpliwie ważne, a konsekrowanych przez niego na biskupów poproszono o rezygnację z używania insygniów biskupich. Księża wyświęceni przez Davídka zostali przeegzaminowani i ponownie wyświęceni, a także wymagano od nich złożenia oświadczenia, że są gotowi poddać się oficjalnej władzy kościelnej. 